# Novospasskijklostret

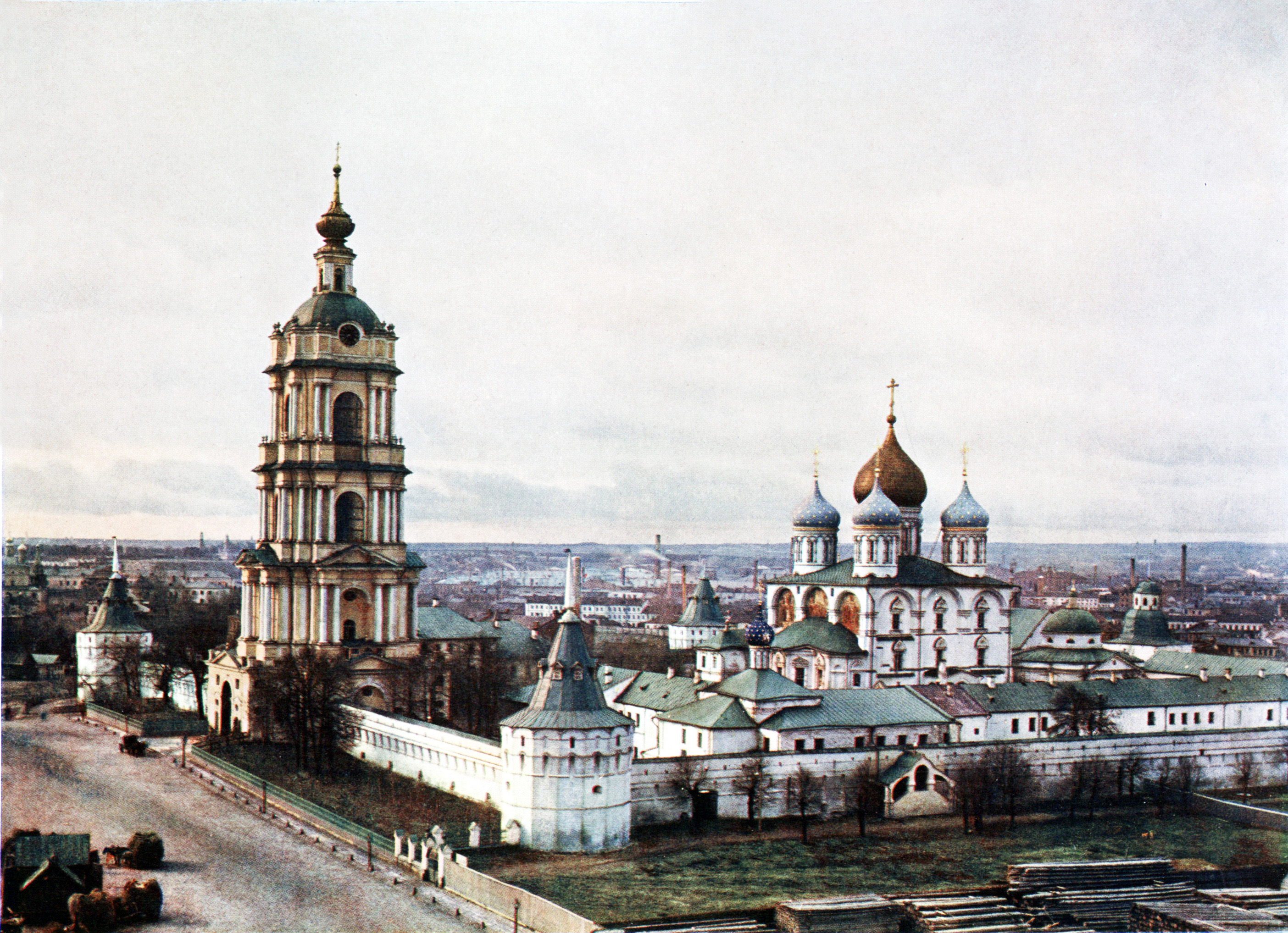
Novospasskijklostret, 1910

Novospasskijklostret (Frälsarens nya kloster, ryska: Новоспасский монастырь) är ett av de muromgärdade kloster som omger Moskva åt sydost.
Klostret var det första att grundas i Moskva Kreml under tidigt 1300-tal, kopplat till Frälsarens kyrka. Klostret flyttades 1491 till Moskvaflodens vänstra strand och fick då namnet "Frälsarens nya" för att särskilja det från det ursprungliga klostret inne i Kreml.
Klostret stod under beskydd av bojarerna i ätterna Sjeremetev och Romanov. Dessa ätter nyttjade klostret som begravningskyrka. Vid två tider, 1571 och 1591, överlevde träcitadellet upprepade attacker från Krimkhanatet.
När Romanov-huset nått tronen i Moskva lät Mikael I under 1640-talet helt bygga om släkthelgedomen. Bortsett från klocktornet från 1800-talet och Sheremetev-kryptan härstammar alla kvarvarande byggnader från den perioden. Komplexet omfattar bland annat den stora Spassky-katedralen (1645–1649) med fresker av några av 1600-talets främsta målare, Pokrovsky-kyrkan, ett sjukhus, munkarnas bostäder och patriarken Filarets palats.
Under Sovjet-tiden användes klostret som fängelse och senare som tillnyktringsceller. På 1970-talet inrättades i lokalerna ett institut för konstkonservering. 1991 återlämnades klostret till Rysk-ortodoxa kyrkan.